# Richtlinie 1999/62/EG (Wegekostenrichtlinie)
Die Wegekostenrichtlinie (oder Eurovignetten-Richtlinie) der Europäischen Union regelt die Gebührenerhebung für die Benutzung von Straßen durch Nutzfahrzeuge. Während zu Beginn die Anrechnung der Infrastrukturkosten im Vordergrund stand („Wegekosten“), sollen in Zukunft auch die externen Kosten angerechnet werden.

## Geschichte
1993 wurde durch die Europäischen Gemeinschaften die erste Richtlinie zur Gebührenerhebung für Verkehrsinfrastruktur – bekannt als die „Eurovignette“-Richtlinie – angenommen (93/89/EWG). Die Richtlinie wurde überarbeitet und am 17. Juni 1999 durch die Richtlinie über die Erhebung von Gebühren für die Benutzung bestimmter Verkehrswege durch schwere Nutzfahrzeuge (1999/62/EG) ersetzt.
Bereits beim Inkrafttreten der Richtlinie 1999/62/EG war der Ruf nach einer Überarbeitung vorhanden, denn die EU-Kommission unter Verkehrskommissar Neil Kinnock hatte in verschiedenen Dokumenten selbst eine Internalisierung von externen Kosten im Verkehr gefordert. So in ihrem Grünbuch Faire und effiziente Preise im Verkehr von 1995, in ihrem Weißbuch Preisgestaltung vom 1998 und auch im EU-Weißbuch aus dem Jahr 2001 zur europäischen Verkehrspolitik bis 2010.
Auch von den Mitgliedsstaaten kam verstärkter Druck, die Richtlinie zu überarbeiten und eine einheitliche Regelung der einzelnen Kalkulationsgrundlagen von Gebührensätzen zu finden. So wurden in mehreren Ländern neue Maut-Systeme eingeführt oder waren in Planung, was den Ruf nach einheitlichen Rahmenbedingungen verstärkte, denn es bestand immer die Gefahr, dass eine eingeführte Maut von anderen Ländern oder Interessensgruppen vor dem europäischen Gerichtshof der Höhe nach angefochten wird. Auch bei den Diskussionen um die Verlängerung des österreichischen Ökopunktesystems, welches eine maximale Zahl von Fahrten festlegte, wurde 2003 auf die kommende, zu überarbeitende Wegekostenrichtlinie verwiesen sowie auf die Möglichkeit, in Zukunft große alpenquerende Bahnprojekte, wie den Brennerbasistunnel, durch Mauteinnahmen mitzufinanzieren. Das Ökopunktesystem wurde durch die EU verlängert, doch befreite man damals die schadstoffreduzierten LKW von Beschränkungen bei der Fahrt über die österreichischen Alpen.
Die EU-Kommission präsentierte im Sommer 2003 ihren ersten Entwurf zur Revision der Richtlinie 1999/62/EG. Die Diskussionen im Ministerrat und im Europäischen Parlament waren intensiv und es waren jeweils zwei Lesungen nötig. Besonders strittig waren die Frage des Einbezug der externen Kosten, der Anwendungsbereich der Richtlinie und die Verwendung der Einnahmen. Am 15. Dezember 2005 stimmte das Europäische Parlament einem Kompromissentwurf zu und am 27. März 2006 billigte der Ministerrat (Verkehrsminister) die Richtlinie 2006/38/EG. Sie trat am 9. Juni 2006 mit der Veröffentlichung im Amtsblatt der Europäischen Union in Kraft.
Die EU-Kommission legte Mitte 2008 einen Revisionsentwurf der Richtlinie 1999/62/EG (Wegekostenrichtlinie) vor, der die Einbeziehung externer Kosten in die Mautkalkulation zukünftig möglich machen soll.
Der im Oktober 2010 vom EU-Verkehrsministerrat in Luxemburg beschlossene Kompromiss zur Revision der EU-Wegekostenrichtlinie bestätigt im Wesentlichen die Anlastung der externen Kosten im Straßengüterverkehr. Zwar werden die Staukosten nicht mehr als externer Kostenfaktor angesehen, trotzdem soll die Maut aber zeitlich differenziert mit Aufschlägen von bis zu 175 Prozent als reine Lenkungsabgabe erhoben werden.

## Inhalt
Die Richtlinie 2006/38/EG enthält keine Verpflichtung der Mitgliedstaaten, Benutzungs- oder Mautgebühren einzuführen. Falls Länder aber Gebühren für Lastwagen auf Straßen der transeuropäischen Netze einführen, müssen die Vorgaben der Richtlinie beachtet werden.
- Anwendungsbereich der Richtlinie
  - Neu gilt die Richtlinie für alle Lastkraftwagen ab 7,5 Tonnen (bisher 12 t), bis 2012 durften LKW auch erst ab 12 t besteuert werden
  - Der Geltungsbereich der Richtlinie wurde von nur Autobahnen auf alle europäischen Straßen ausgeweitet. Die Richtlinie befasst sich namentlich nur mit den Transeuropäischen Netzen, überlässt aber sonstige Bestimmungen nach dem Subsidiaritätsprinzip den Mitgliedsstaaten.
- Kalkulation
  - Die Einnahmen der Gebühren dürfen die Infrastrukturkosten (Baukosten, Betriebskosten) nicht übersteigen. Allerdings gibt es Möglichkeiten, die Gebühren nach Zeit und Emissionen zu differenzieren, sowie zusätzliche Steuerungsmöglichkeiten (siehe Möglichkeiten für sensible Zonen).
- Verwendung der Einnahmen
  - Die Mitgliedstaaten entscheiden über die Verwendung der Einnahmen. Um den Ausbau des Verkehrsnetzes als Ganzes sicherzustellen, sollten die Einnahmen aus Gebühren zum Nutzen des Verkehrssektors und zur Optimierung des Gesamtverkehrssystems eingesetzt werden.
- Möglichkeiten für sensible Zonen
  - Es sind Zuschläge von 25 % für sensible Gebiete möglich. Die zusätzlichen Einnahmen müssen im Sinne einer Querfinanzierung für den Ausbau des Schienennetzes verwendet werden. Damit soll die Möglichkeit der Verkehrslenkung (insbesondere des Transitverkehrs) vor allem in ökologisch sensiblen Gebieten, wie über die Alpen, ermöglicht werden. In diesem Sinne wird derzeit die Einführung eines neuen Steuerungsinstruments, der so genannten Alpentransitbörse, diskutiert.
  - Die Richtlinie erlaubt die nicht-diskriminierende Anwendung von zusätzlichen Maßnahmen, mit denen zeit- und ortsbedingten Verkehrsstauungen entgegengewirkt und Umweltauswirkungen einschließlich schlechter Luftqualität bekämpft werden.

## Zukünftige Entwicklungen
Das ursprüngliche Ziel, die volle Kostenwahrheit im Straßengüterverkehr einzuführen, wurde nicht erreicht. Laut der Richtlinie muss die EU-Kommission aber bis spätestens 10. Juni 2008 „nach Prüfung aller Optionen ein allgemein anwendbares, transparentes und nachvollziehbares Modell zur Bewertung aller externen Kosten einschließlich der Umwelt-, Lärm-, Stau- und Gesundheitskosten vorlegen, welches künftigen Berechnungen von Infrastrukturgebühren zugrunde gelegt werden soll.“  Das Modell soll auf alle Verkehrsträger anwendbar sein.